# 1404 год
1404 (ты́сяча четы́реста четвёртый) год  по юлианскому календарю — високосный год, начинающийся во вторник. Это 1404 год нашей эры, 4‑й год 1‑го десятилетия XV века 2‑го тысячелетия, 5‑й год 1400‑х годов. Он закончился 621 год назад.
| Пн | Вт | Ср | Чт | Пт | Сб | Вс |
|    | 1  | 2  | 3  | 4  | 5  | 6  |
| 7  | 8  | 9  | 10 | 11 | 12 | 13 |
| 14 | 15 | 16 | 17 | 18 | 19 | 20 |
| 21 | 22 | 23 | 24 | 25 | 26 | 27 |
| 28 | 29 | 30 | 31 |    |    |    |

| Пн | Вт | Ср | Чт | Пт | Сб | Вс |
|    |    |    |    | 1  | 2  | 3  |
| 4  | 5  | 6  | 7  | 8  | 9  | 10 |
| 11 | 12 | 13 | 14 | 15 | 16 | 17 |
| 18 | 19 | 20 | 21 | 22 | 23 | 24 |
| 25 | 26 | 27 | 28 | 29 |    |    |

| Пн | Вт | Ср | Чт | Пт | Сб | Вс |
|    |    |    |    |    | 1  | 2  |
| 3  | 4  | 5  | 6  | 7  | 8  | 9  |
| 10 | 11 | 12 | 13 | 14 | 15 | 16 |
| 17 | 18 | 19 | 20 | 21 | 22 | 23 |
| 24 | 25 | 26 | 27 | 28 | 29 | 30 |
| 31 |    |    |    |    |    |    |

| Пн | Вт | Ср | Чт | Пт | Сб | Вс |
|    | 1  | 2  | 3  | 4  | 5  | 6  |
| 7  | 8  | 9  | 10 | 11 | 12 | 13 |
| 14 | 15 | 16 | 17 | 18 | 19 | 20 |
| 21 | 22 | 23 | 24 | 25 | 26 | 27 |
| 28 | 29 | 30 |    |    |    |    |

| Пн | Вт | Ср | Чт | Пт | Сб | Вс |
|    |    |    | 1  | 2  | 3  | 4  |
| 5  | 6  | 7  | 8  | 9  | 10 | 11 |
| 12 | 13 | 14 | 15 | 16 | 17 | 18 |
| 19 | 20 | 21 | 22 | 23 | 24 | 25 |
| 26 | 27 | 28 | 29 | 30 | 31 |    |

| Пн | Вт | Ср | Чт | Пт | Сб | Вс |
|    |    |    |    |    |    | 1  |
| 2  | 3  | 4  | 5  | 6  | 7  | 8  |
| 9  | 10 | 11 | 12 | 13 | 14 | 15 |
| 16 | 17 | 18 | 19 | 20 | 21 | 22 |
| 23 | 24 | 25 | 26 | 27 | 28 | 29 |
| 30 |    |    |    |    |    |    |

| Пн | Вт | Ср | Чт | Пт | Сб | Вс |
|    | 1  | 2  | 3  | 4  | 5  | 6  |
| 7  | 8  | 9  | 10 | 11 | 12 | 13 |
| 14 | 15 | 16 | 17 | 18 | 19 | 20 |
| 21 | 22 | 23 | 24 | 25 | 26 | 27 |
| 28 | 29 | 30 | 31 |    |    |    |

| Пн | Вт | Ср | Чт | Пт | Сб | Вс |
|    |    |    |    | 1  | 2  | 3  |
| 4  | 5  | 6  | 7  | 8  | 9  | 10 |
| 11 | 12 | 13 | 14 | 15 | 16 | 17 |
| 18 | 19 | 20 | 21 | 22 | 23 | 24 |
| 25 | 26 | 27 | 28 | 29 | 30 | 31 |

| Пн | Вт | Ср | Чт | Пт | Сб | Вс |
| 1  | 2  | 3  | 4  | 5  | 6  | 7  |
| 8  | 9  | 10 | 11 | 12 | 13 | 14 |
| 15 | 16 | 17 | 18 | 19 | 20 | 21 |
| 22 | 23 | 24 | 25 | 26 | 27 | 28 |
| 29 | 30 |    |    |    |    |    |

| Пн | Вт | Ср | Чт | Пт | Сб | Вс |
|    |    | 1  | 2  | 3  | 4  | 5  |
| 6  | 7  | 8  | 9  | 10 | 11 | 12 |
| 13 | 14 | 15 | 16 | 17 | 18 | 19 |
| 20 | 21 | 22 | 23 | 24 | 25 | 26 |
| 27 | 28 | 29 | 30 | 31 |    |    |

| Пн | Вт | Ср | Чт | Пт | Сб | Вс |
|    |    |    |    |    | 1  | 2  |
| 3  | 4  | 5  | 6  | 7  | 8  | 9  |
| 10 | 11 | 12 | 13 | 14 | 15 | 16 |
| 17 | 18 | 19 | 20 | 21 | 22 | 23 |
| 24 | 25 | 26 | 27 | 28 | 29 | 30 |

| Пн | Вт | Ср | Чт | Пт | Сб | Вс |
| 1  | 2  | 3  | 4  | 5  | 6  | 7  |
| 8  | 9  | 10 | 11 | 12 | 13 | 14 |
| 15 | 16 | 17 | 18 | 19 | 20 | 21 |
| 22 | 23 | 24 | 25 | 26 | 27 | 28 |
| 29 | 30 | 31 |    |    |    |    |

## События

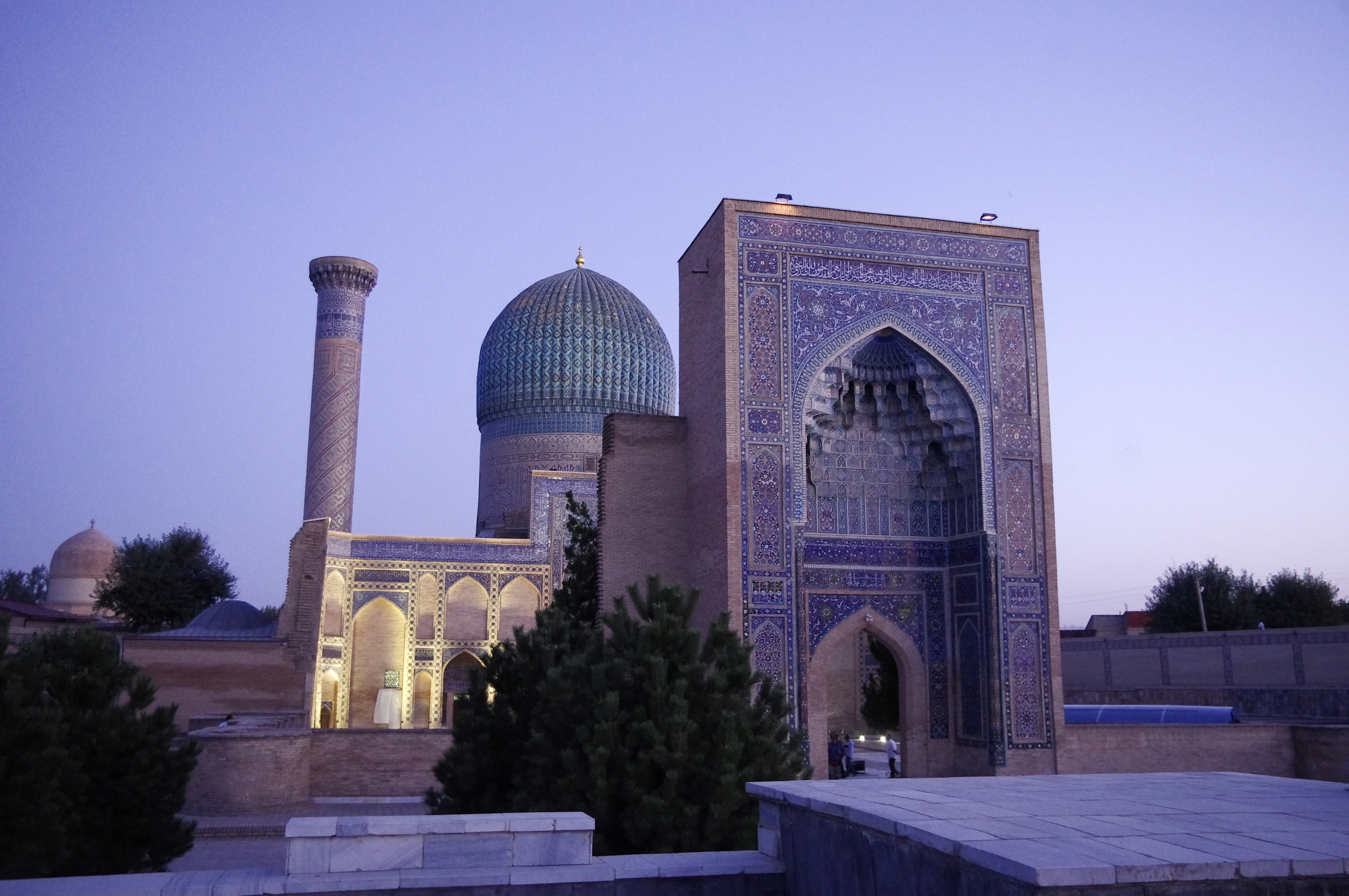
Мавзолей Гур-Эмир

- 1350—1490 — Борьба <<трески>> и <<крючков>>. Серия внутренних военных конфликтов, в основном, вокруг титула графа Голландии[1].
- 1353—1420 — Сардинско-арагонская война (третий этап 1390—1420). Военный конфликт между юдикатом Арборея, союзником сардинской ветви семьи Дориа, и Генуей и Сардинским королевством, последнее из которых было частью Арагонской короны[2].
- 1385—1424 — Сорокалетняя война на территории современной Мьянмы между мьянманским государством Ава и монским государством Хантавади[3].
- 1386—1404 — закончились Вторжения Тамерлана в Грузию[4].
  - Царь Грузии Георгий VII признаёт верховную власть Тимура.
- 1400—1415 — восстание Оуайна Глиндура в Уэльсе (Англия)[5].
- 1401—1429 — Аппенцелльские войны[6].
- 1402—1413 — Османское междуцарствие, после поражения султана Баязида I от Тамерлана в Ангорской битве[7].
- 1404—1406 — Флорентийское завоевание Пизы[8].
- 1404—1417 — началось восстание Константина и Фружина. Первое болгарское восстание против Османской империи[9].
- Возвращение Тамерлана в Самарканд, строительство усыпальницы Гур-Эмир и подготовка к походу на Китай. Конец декабря — Армия Тамерлана выступила на Китай.
- Около 1404 — по просьбе членов дома Чан Чу Ди послал во Вьетнам отряд против Хо Куй Ли. Однако отряд разбит вьетнамцами, а претендент на престол убит.

## Русь
Правление: 1389—1425 — Василий I Дмитриевич

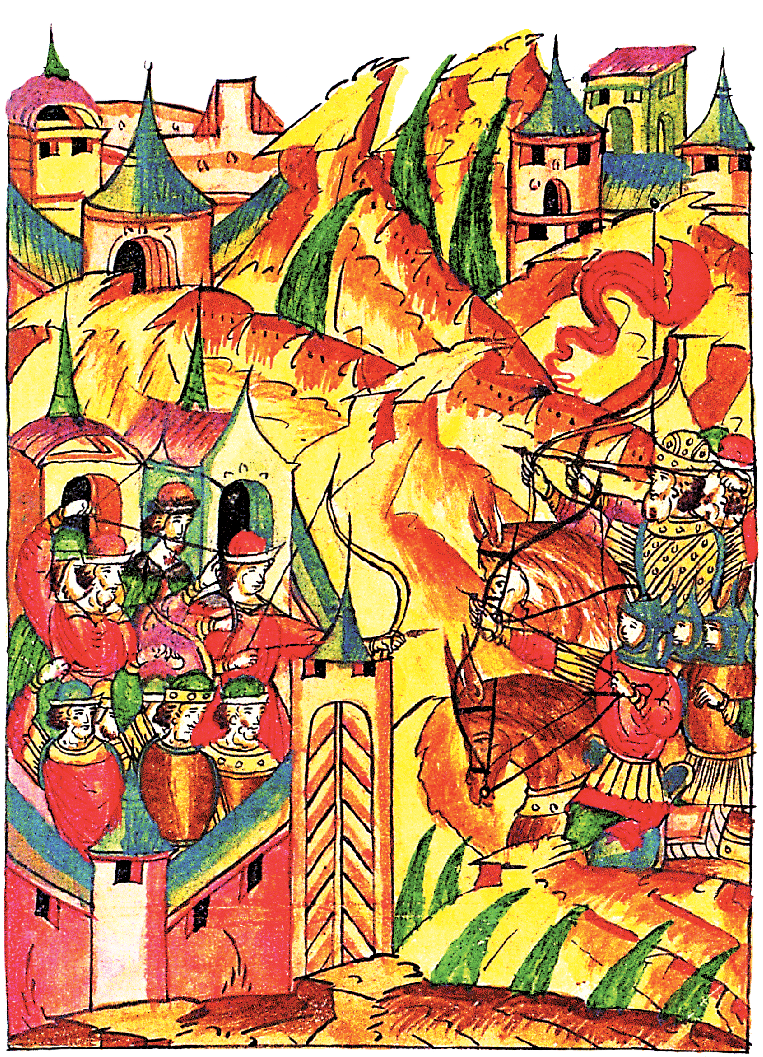
Осада Смоленска литовскими войсками

- Две осады Смоленска крупным войском великого князя литовского Витовта, поддержанного отрядами своего двоюродного брата, короля польского Ягайло. Вторая осада окончилась взятием города и установлением над ним контроля Великого княжества Литовского вплоть до 1514 года[10].
  - Начало февраля—весна — литовские войска 7-недель безуспешно осаждали Смоленск, разорив его окрестности. В сложившейся ситуации Юрий Святославич обратился в Василию I с предложением о переходе к нему на службу «со всем своим княжением»[11].
  - Весна — Василий Дмитриевич принимает в Москве смоленского князя Юрия Святославича с просьбой защитить его от Витовта и предлагает Василию за это передать ему Смоленское княжество, но великий князь отвечает отказом, не желая нарушать мир с тестем[12].
  - Литовское войско обстреливало Смоленск из пушек, однако крепкие дерево-земляные укрепления города выдерживали обстрел. Утратив надежду на взятие города, Витовт на Пасху отступил, предав округу Смоленска запустению[10].
  - Середина мая — в отсутствие Юрия Святославича часть смоленских бояр учинила «крамолу» и тайно послала Витовту весть об отсутствии князя в городе и его попытках получить военную помощь Москвы. Они советовали Витовту воспользоваться ситуацией и упредить потенциальный приход московского войска, сами же обещали открыть ему городские ворота[10].
  - 26 июня — Витовт, князь литовский, в отсутствие Юрия Святославича, взял Смоленск и присоединил к своим владениям Смоленское и Вяземское княжество[13].
  - Витовт взял в плен супругу Юрия Святославича (дочь Олега Ивановича), арестовал смоленских князей, казнил сторонников Юрия среди бояр[11][11].
  - 1404—1406 — Юрий Святославич, потерявший свой смоленский удел, вместе с сыном Фёдором Юрьевичем выехал на службе в Новгородскую республику[11].
  - После взятия города было окончательно ликвидировано Смоленское княжество и Смоленск на протяжении следующих 110 лет оказался во власти Великого княжества Литовского. Юрий Святославич, столкнувшись с обвинением Василия I, будто Смоленск был сдан по его указу, бежал в Великий Новгород, где был принят и щедро одарен владениями. Витовт объявил войну Новгороду и Пскову, вступил в Псковскую землю и разрушил крепость Коложе. Москва, столкнувшаяся с реальной угрозой завоевания литовцами Северо-Западной Руси, расторгла союз с Литвой и открыто выступила против неё на стороне Пскова и Новгорода[10].
- Июнь — Киприан и Василий I Дмитриевич заключили соглашение, которое зафиксировали административный налоговый и судебный статус населения в вотчинах митрополии на землях Великого княжества владимирского, условия и порядок военной службы митрополичьих бояр и слуг, нормы сборов с притча итд[14].
- Сентябрь — возможно, разорение ордынцами территории Рязанского княжества. Разгром рязанцами под командованием великого князя Фёдора Ольговича изгонной рати ордынцев[15][16].
- Киприан на непродолжительное время выезжает в Великое княжество литовское[17].
- Василий Дмитриевич освобождает новгородского архиепископа Иоанна, захваченного в 1401 году по его приказу, и «с честию» отпускает его в Великий Новгород[12].
- Юрий Дмитриевич выдаёт жалованную грамоту об освобождении от княжеской дани Сторожевско-Рождество-Богородицкий монастырь[18].
- Зима — Владимир Андреевич Храбрый женит своего сына Семёна на Василисе, дочери новосильского и одоевского князя Романа Семёновича[19].
- Лазарь Сербин, часовых дел мастер, впервые установил часы с одной часовой стрелкой, на Московском дворе (Теремном дворце) Василия Дмитриевича в Московском кремле. При часах была сделана механическая фигура человека, ударявшая молотком в колокол при окончании каждого часа[12][20].
- В Московском кремле перестраивается белокаменная церковь Благовещения, заложенная в 1393 году[21].

## Начало правления
См. также: Список глав государств в 1404 году
- 1404—1419 — Герцог Бургундии Иоанн Бесстрашный.
- 1404—1419 — Герцог Австрии Альберт V.
- 1404—1406 — Папа Иннокентий VII.

## Наука и искусство

Логотип Туринского университета 1404 год

- 1404—1438 — предположительно была написана «рукопись Войнича», загадочная книга, написанная на неизвестном языке неизвестным автором.

- Основан Туринский университет.

## Родились
См. также: Категория:Родившиеся в 1404 году

## Скончались
См. также: Категория:Умершие в 1404 году
- 1 апреля — Евфимий Суздальский, основатель и архимандрит Спасо-Евфимиева монастыря. Канонизирован в 1549 году.